# أنيتا سميتس
أنيتا سميتس (بالهولندية: Anita Smits)‏ هي نبالة هولندية، ولدت في 22 مايو 1967 في Oirschot ‏ في هولندا.

## وصلات خارجية
- أنيتا سميتس على موقع اللجنة الأولمبية الدولية (الإنجليزية)
- أنيتا سميتس على موقع أوليمبيديا (الإنجليزية)